# Empoascanara indica
Empoascanara indica är en insektsart som först beskrevs av Datta 1969.  Empoascanara indica ingår i släktet Empoascanara och familjen dvärgstritar. Inga underarter finns listade i Catalogue of Life.